# Lluís Alegre i Selga
Lluís Alegre i Selga és un economista i polític català, diputat al Congrés dels Diputats i conseller de Comerç i Turisme de 1988 a 1996.
Llicenciat en ciències econòmiques, diplomat en l'IESE i professor de dret mercantil. Ha treballat assessorant en estratègia empresarial a empreses del sector terciari.
MIlitant d'Unió Democràtica de Catalunya, el març de 1987 va substituir en el Congrés dels Diputats Macià Alavedra i Moner, elegit diputat a les eleccions generals espanyoles de 1986 per CiU. Tanmateix, va abandonar el seu escó en juliol de 1988 quan fou nomenat Conseller de Comerç i Turisme de la Generalitat de Catalunya, càrrec que va ocupar fins a juny de 1996.
El 1998 es va veure implicat en la denúncia davant la Fiscalia de Catalunya presentada pel grup parlamentari d'IC-EV i Comissions Obreres per irregularitats comptables en el Consorci de Promoció Turística de Catalunya produïdes en l'etapa en què fou conseller i que pujaven a 530 milions de pessetes. Tot i estar retirat de la política activa, el juny de 2001 el Parlament de Catalunya aprovà per unanimitat la seva compareixença per tal de donar explicacions sobre el cas Turisme. Quan es va fer el judici del cas Turisme en 2003 l'acusació demanà que hi comparegués com a testimoni però finalment no fou imputat malgrat que l'advocat de l'acusació ho demanà.